# Telefónica
Telefónica S.A. è una compagnia di telecomunicazioni spagnola.
Operante principalmente in Spagna e America Latina, è una delle più grandi società mondiali di telecomunicazioni fissa e mobile, quarta in termini di numero di clienti e quinta nel valore di mercato totale. Fondata nel 1924, Telefónica era il solo operatore telefonico in Spagna fino alla liberalizzazione del mercato avvenuta nel 1997, e nel 2004 aveva ancora una posizione dominante con oltre il 75% del mercato.
È membro dell'Istituto europeo per le norme di telecomunicazione (ETSI).

## Storia

### La fondazione
È stata fondata a Madrid il 19 aprile del 1924, durante la dittatura di Miguel Primo de Rivera, con la ragione sociale Compagnia Telefonica Nazionale della Spagna (Compañía Telefónica Nacional de España - CTNE). La sede legale era a Madrid, in avenida de Conde de Peñalver (la odierna Gran Vía), al numero 5; il capitale sociale era di un milione di pesetas, suddiviso induemila azioni ordinarie del valore nominale di 500 pesetas. La compagnia aveva il monopolio del servizio telefonico in Spagna ed il principale azionista era la società americana ITT.

### La nazionalizzazione
Nel 1945, lo Stato spagnolo, quando era capo dello stato Francisco Franco, acquisì per legge il controllo della compagnia telefonica con una quota del 79,6%. La partecipazione venne diluita in conseguenza di un aumento di capitale nel 1967.

### La privatizzazione
La sua privatizzazione totale si è svolta attraverso due offerte pubbliche nel 1995 - sotto il governo di Felipe González- e nel 1999 - sotto il governo di José María Aznar. Da allora, Telefónica è diventata una delle più grandi società telefoniche. Nel 1990 cambiò il suo nome in Telefónica SA e ha creato una filiale denominata Telefónica España, che ha rilevato le sue operazioni e delle attività in Spagna. Più tardi entrò a far parte di Telefónica Internacional e non era fusa con esso. In seguito della liberalizzazione del mercato delle telecomunicazioni in Europa, Telefónica ha dovuto affrontare una maggiore concorrenza in Spagna, a perdere il monopolio di cui godeva, anche se rimane l'azienda leader nel paese per numero di clienti e della fatturazione.
In Spagna, il gruppo ha oltre 80 anni di esperienza dalla sua creazione nel 1924 come una società pubblica, che serve più di 47.200.000 clienti a fine settembre 2008. In America Latina, l'azienda serve più di 153.100 clienti al 30 settembre 2008, ed è l'operatore leader in Argentina, Cile, Perù e ha attività significative in Brasile, Colombia, Ecuador, El Salvador, Guatemala, Messico, Marocco, Nicaragua, Panama, Porto Rico, Uruguay e Venezuela. In Europa, l'azienda ha una presenza, oltre alla Spagna, nel Regno Unito, Irlanda, Germania, Repubblica Ceca e Slovacchia.
Il gruppo occupa la quarta posizione nella capitalizzazione di mercato globale delle telecomunicazioni come il primo operatore europeo integrato e il terzo nel Eurostoxx, composto dalle principali aziende in Europa (30 settembre 2008). Il gruppo è quotato anche all'estero, e ha più di 1,5 milioni di azionisti come record separati sia per gli individui e persone giuridiche.
Per quanto riguarda la loro base di clienti, nell’aprile 2009, il gruppo ha in tutto il mondo 261.400.000 utenti, 11,9% da un anno fa. Di questi, 198 milioni sono mobili, 2,4 milioni in più rispetto a dicembre e sono 12,8 milioni coloro che usufruiscono dei servizi di rete fissa.

### Sponsor
Telefónica è stata presente anche come sponsor di varie squadre in Formula 1, come Minardi negli anni 1999 e 2000 e Renault dal 2004 al 2006, ma anche nel motomondiale con la Honda e Suzuki nei primi anni 2000 (tra i vari piloti sponsorizzati Dani Pedrosa, Daijirō Katō, Sete Gibernau, Fonsi Nieto e Toni Elías).

## Azienda
Il governo spagnolo ha privatizzato il mercato telefonico dal 1997 e, attualmente, Telefónica è una public company, senza un azionista di controllo. Fra le maggiori partecipazioni, sono da ricordare quelle di BBVA e di La Caixa, le cui quote del 5,17% e 5,013% rispettivamente non consentono comunque il controllo della società.
L'anno prima nasce Movistar, la divisione della telefonia mobile dell'azienda.
L'azienda opera principalmente in Spagna, Repubblica Ceca (con Český Telecom), Regno Unito, Germania, Isola di Man (acquisendo O2), Argentina (con Telefónica de Argentina), Brasile con Telefonica Brasil (Vivo), Cile (con Telefónica Móviles), Perù (con Telefónica Móviles), Colombia (con il marchio Movistar), Porto Rico (con Telefónica Empresas e Telefónica Larga Distancia), Cina (partecipa al 5% a China Netcom), Marocco (con Méditel). Mentre in Portogallo e Italia è azionista degli ex monopolisti Portugal Telecom e TIM.
Attualmente è presieduta da José María Álvarez-Pallete López, che ha preso il posto di César Alierta.
Il 7 luglio 2007 viene multata dall'antitrust comunitario con una sanzione di 151,8 milioni di euro, con l'accusa di aver praticato ai cittadini spagnoli tariffe per la banda larga superiori al 20% della media europea negli anni tra il 2001 e il 2006. La sanzione, decisa dalla titolare dell'antitrust Neelie Kroes, è la seconda più alta ammenda, dopo quella che fu inflitta a Microsoft.

### Azionisti
La multinazionale ha diversi azionisti di riferimento. Fra di essi ci sono due delle maggiori istituzioni finanziarie spagnole: BBVA e CaixaBank.
| Azionista        | Capitale |
| ---------------- | -------- |
| BlackRock        | 6,702%   |
| BBVA             | 6,072%   |
| Société générale | 5,774%   |
| CaixaBank        | 5,251%   |
| Norges Bank      | 1,355%   |

## Organizzazione dell'azienda

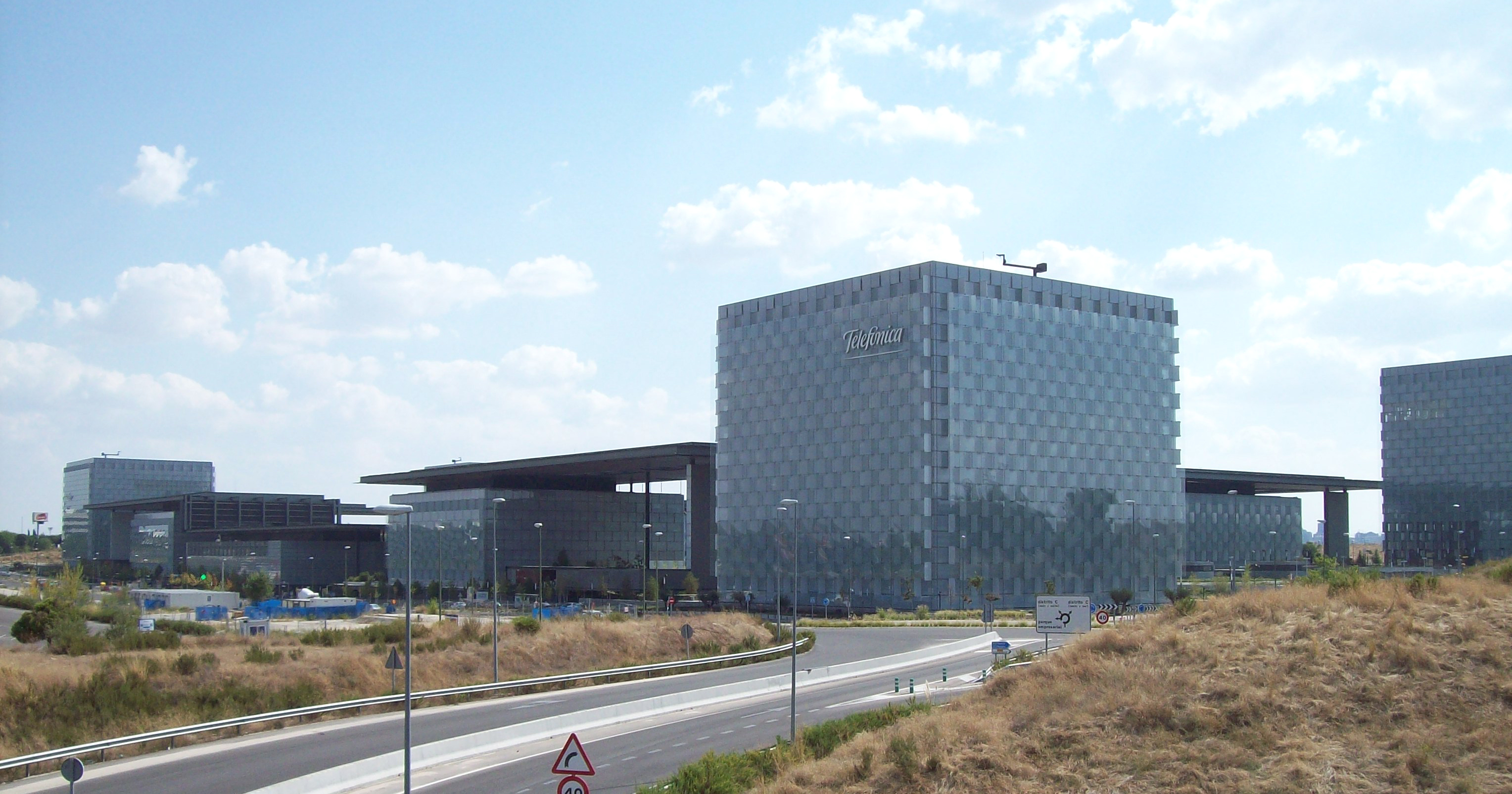
Sede di Telefónica a Madrid.

Telefónica possiede:
- Telefónica España
- Telefónica O2
- Telefónica Iberoamérica

## Telefónica e l'Italia
Quando nel 2000 fu lanciata in Italia la gara per l'acquisizione delle licenze UMTS, tra le società che ottennero la licenza vi era IPSE2000, società nella quale azionista di riferimento al 45,5% era Telefónica Móviles e presidente era Pier Luigi Celli (ex-presidente RAI). Attualmente, dell'azienda non si sa più niente in quanto non ha mai iniziato l'attività di gestore di telefonia mobile, i dipendenti sono stati quasi tutti licenziati e nel 2006 le è stata ritirata la licenza. Sopravvive esclusivamente per gestire le cause contro il governo italiano. Un gruppo di ex-dipendenti in un suo sito Internet ha raccontato (e racconta) tale vicenda. Fatti simili sono successi in Germania, Austria e Svizzera, dove pure Telefónica aveva conquistato licenze UMTS per poi rinunciarvi. L'azienda spagnola è stata comunque presente per un po' in Italia, attraverso il servizio di ricerca numeri 1288, nato dopo la fine del 12 e facente capo alla controllata TPI, la quale sarà poi venduta.
A febbraio del 2007, Telecom Italia era entrata in trattativa con Telefónica per l'entrata di quest'ultima in Olimpia, la holding che controlla il 18% dell'ex monopolista italiano, poi sospesa. Ma nel marzo 2007 l'azienda è tornata a interessarsi a Telecom, e il mese dopo ha creato una cordata con Mediobanca, Generali, Intesa Sanpaolo, e Benetton, la quale il 28 aprile 2007 ha lanciato un'offerta per l'acquisto di Olimpia da Pirelli; essa è stata accettata dall'azienda di Tronchetti Provera e si è concretizzata il 24 ottobre dello stesso anno.
Poco dopo, Telefónica vende Endemol a una cordata composta da Mediaset (e la sua controllata Telecinco), Goldman Sachs e John de Mol, per 3 miliardi di euro. Dopo l'uscita di Benetton, Telefonica possiede il 46,179% di Telco che possiede il 22,447% di Telecom Italia. A settembre 2013 Telefonica aumenta la partecipazione in Telecom Italia: avrà il 66% di Telco, di cui il 46,2% con diritto di voto, Generali il 19,32%, con diritto di voto per il 30,6%, e Intesa Sanpaolo e Mediobanca il 7,34% entrambe, con diritto di voto pari all'11,6%. Da gennaio 2014, previo parere favorevole dell'autorità Antitrust, Telefónica potrà salire al 100% di Telco. A luglio Telefónica acquista l'11,11 % della pay TV Mediaset Premium per 100 milioni di euro. A settembre Telco vende la propria quota di Telecom al gruppo Vivendi.

## Partecipazioni
- China Unicom
- Portugal Telecom 9,16%
- Telefe

### Filiali nel mondo del gruppo Telefónica
- Movistar
- Movistar+
- Telefónica O2
- Telefónica España
- Telefónica México
- Telefónica Centroamérica
- Telefónica Argentina
- Vivo
- Telefónica Chile
- Telefónica Colombia
- Telefónica Perú
- Telefónica Venezuela
- Terra Networks